# UIC
UIC, Międzynarodowy Związek Kolei (fr. Union Internationale des Chemins de fer, niem. Internationale Eisenbahnverband, ang. International Union of Railways) – organizacja zrzeszająca przedsiębiorstwa zajmujące się transportem kolejowym i reprezentująca je na arenie międzynarodowej. Organizację utworzono w 1922, zaś jej siedziba znajduje się w Paryżu. W UIC obowiązują trzy języki oficjalne: francuski, niemiecki i angielski. Organizacja liczy 204 członków.
Organizacja prowadzi działania na dwóch głównych frontach:
- Koordynacja współpracy między przedsiębiorstwami kolejowymi w celu zwiększenia spójności poszczególnych systemów kolejowych w różnych krajach, co powinno przyczynić się do zwiększenia konkurencyjności tego środka transportu względem innych. W tym celu UIC publikuje zarządzenia zawierające wytyczne dotyczące technologii, infrastruktury czy eksploatacji mające charakter nakazów, zaleceń lub informacji.
- Promocja transportu kolejowego w kręgach rządowych i międzynarodowych. W tym celu UIC jest upoważniona do reprezentowania, ze statusem konsultanta, sektora transportu kolejowego na forum ONZ. Podobną rolę UIC pełni również wobec rządów poszczególnych krajów oraz licznych organizacji międzynarodowych.

Członkiem organizacji ze strony polskiej są Polskie Koleje Państwowe S.A.